# Damon and Naomi
Damon and Naomi sono un duo musicale composto da Damon Krukowski e Naomi Yang, membri in precedenza del gruppo dream pop/shoegaze dei Galaxie 500, formato dopo lo scioglimento del gruppo.

## Storia del gruppo
I due musicisti, non ancora terminata l'esperienza con i Galaxie 500, registrano per la Rough Trade alcuni brani come Pierre Etoile, pubblicati nell'EP In the Sun. Curano la pubblicazione di una loro piccola casa editrice Exact Change. Nel 1992 vengono spinti da Mark Kramer, fondatore della Shimmy Disc, a ritornare in sala di registrazione e sotto la sua produzione pubblicano il loro primo album More Sad Hits.
Dopo una breve parentesi come musicisti nei Magic Hour pubblicano nel 1995, sempre prodotti da Kramer ma editi per la Sub Pop Records, il loro secondo album The Wondrous World of Damon & Naomi.
Il terzo album, Playback Singers (1998), viene registrato negli studi domestici senza l'ausilio di produttori musicali e vede la collaborazione con i Ghost, band giapponese di rock psichedelico. Nel 2000 pubblicano con i Ghost Damon & Naomi with Ghost. Nel tour successivo si unisce Michio Kurihara dei Ghost.
Il quinto album The Earth is Blue viene pubblicato nel 2005 per la loro etichetta |20|20|2000, scelta che sarà seguita dai successivi album Within These Walls (2007) e False Beats and True Hearts (2011).

## Discografia

### Album
- 1992 - More Sad Hits (Shimmy Disc)
- 1995 - The Wondrous World of Damon & Naomi (Sub Pop)
- 1998 - Playback Singers (Sub Pop/Rykodisc)
- 2000 - With Ghost
- 2005 - The Earth is Blue
- 2007 - Within These Walls
- 2011 - False Beats and True Hearts

### EP
- 1991 - In the Sun